# Municipio Padre Noguera
El Municipio Padre Noguera es uno de los 23 municipios del Estado Mérida de Venezuela. Tiene una superficie de 206 km² y según estimaciones, su población para 2024 es de 3 559 habitantes. Su capital es la población de Santa María de Caparo. El municipio está conformado por una parroquia del mismo nombre, 3 aldeas, El Vegón, la Florida y Tucupido. El municipio se encuentra estructurado en 17 consejos comunales, los cuales son:  El Centro, Villa del Sol, 17 de Enero, 12 de Octubre, El Río, Laureano Robles, La Primavera, El Refugio, Palmarito, Barrio Urdaneta, Tucupido Alto, Tucupido Bajo, El Cedro, La Española, La Cancha, El Vegón y La Florida. Estas instancias de participación ciudadana representan el tejido social organizado del municipio, con competencias en la gestión comunitaria y el desarrollo local.
En el ámbito económico, la producción se orienta fundamentalmente hacia la venta externa de bienes agropecuarios, destacando la cría de cachama, así como la cría de pollo y cerdo, además de la ganadería de doble propósito (carne y leche), actividades que constituyen el principal sustento de la economía rural.
La agricultura, aunque presente, se destina casi exclusivamente al consumo interno, con una producción limitada de yuca, maíz y plátano, que se comercializa en pequeña escala.
Un aspecto distintivo de la economía local es la piscicultura, especialmente la cría de cachama, que constituye una actividad clave. En particular, la aldea Tucupido sobresale por contar con la mayor concentración de lagunas y espejos de agua destinados a este fin.

## Historia
El 25 de marzo de 1963 es fundado el Municipio Padre Noguera quedando dentro del entonces Distrito Libertad, luego el 3 de diciembre de 1964 se cambia el nombre del Distrito Libertad a Arzobispo Chacón, hoy Municipio Arzobispo Chacón. Para 1975 se inician los estudios para construir una presa, los trabajos de construcción comenzaron en 1980 obligando a desaparecer 20 de las 23 aldeas que existían en el municipio, quedando conformado solo por las aldeas La Florida, El Vegón y Tucupido más la capital Santa María de Caparo; el impacto del Desarrollo Hidroeléctrico Camburito-Caparo fue tal que la extensión del municipio pasó de 319 km² a 206 km² debido a las inundaciones para mantener las aguas del embalse. El 30 de marzo de 1986 se eleva a Municipio Autónomo Padre Noguera quedando definitivamente el nombre de Municipio Padre Noguera en 1992.

## Geografía
El territorio se encuentra dividido en tres áreas debido a las aguas del Embalse La Vueltosa, presentando en las secciones nororiental y sur un relieve montañoso bajo a unos 200 metros de altitud y en la zona noroccidental relieve montañoso que se eleva desde los 600 m s. n. m. hasta los 1000 metros de altitud. Parte del municipio se encuentra protegido por el Parque nacional Tapo-Caparo.

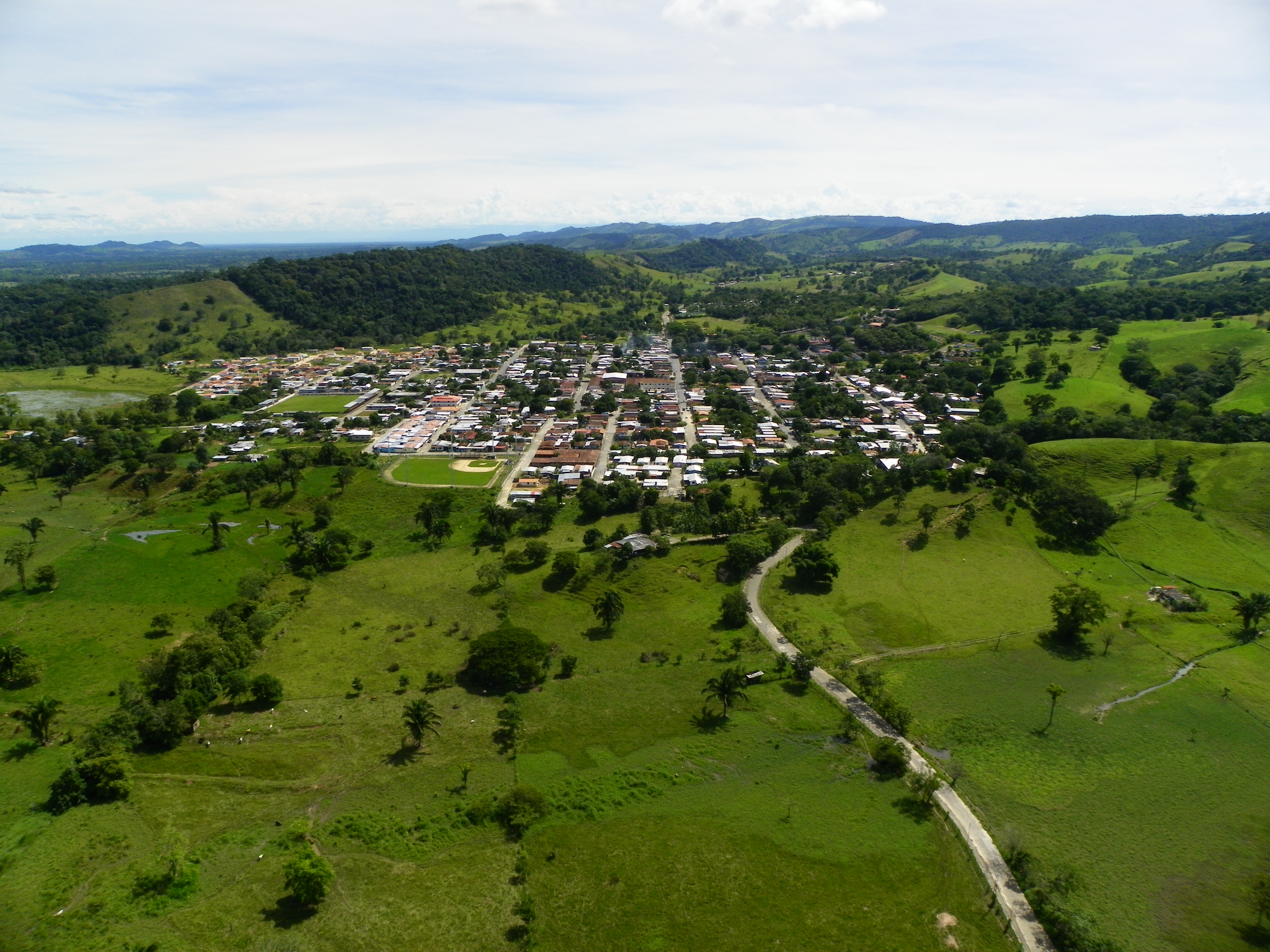
foto del pueblo
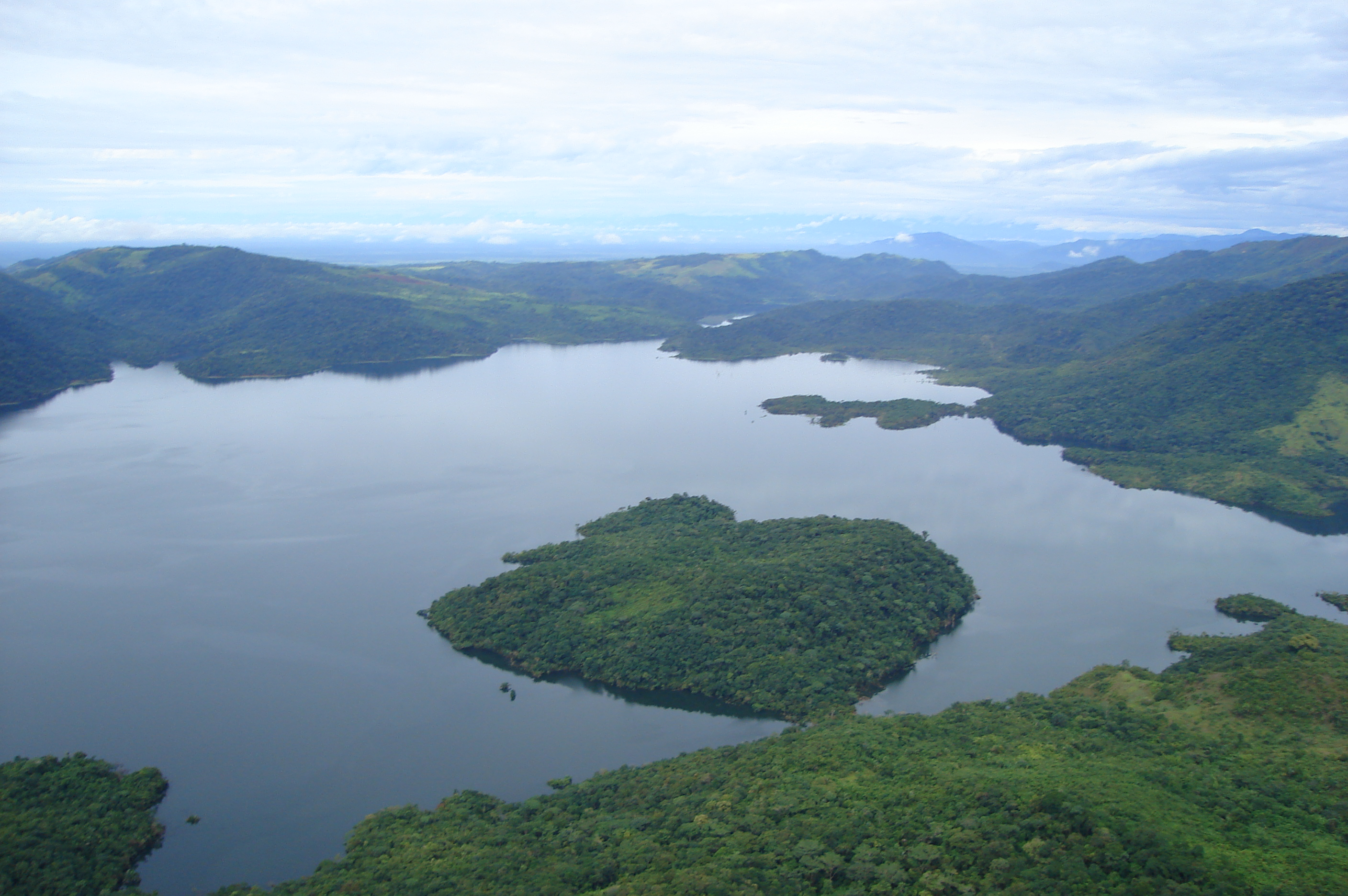
embalse
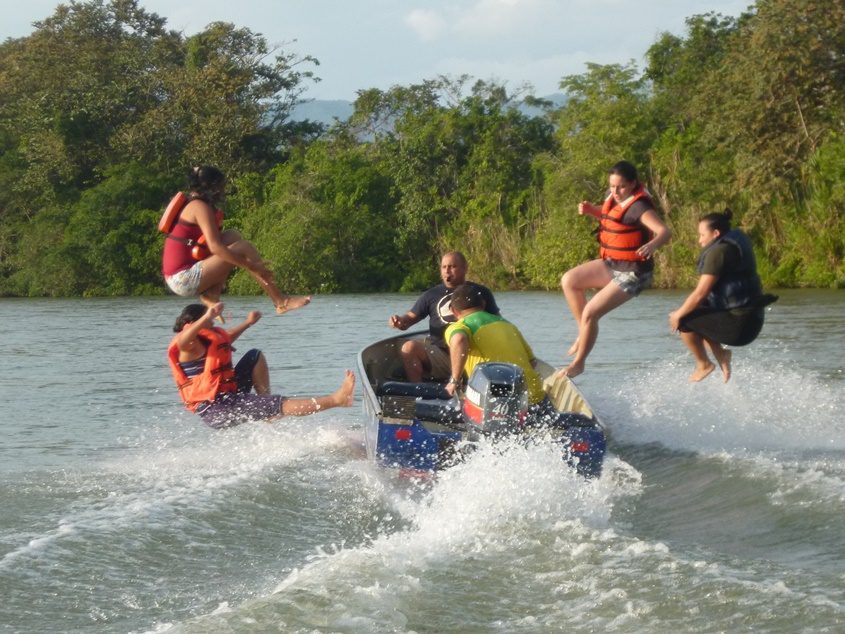
Paseos en lancha

## Política y gobierno

### Alcaldes
| Período     | Alcalde             | Partido político / Alianza | % de votos | Notas |
| ----------- | ------------------- | -------------------------- | ---------- | --- |
| 1989 - 1992 | Pablo Emilio Molina |                            | 64,13      | Primer alcalde bajo elecciones directas |
| 1992 - 1995 | Pablo Emilio Molina |                            | 64,15      | Reelecto |
| 1995 - 2000 | Alidio Pérez        |                            | -          | Segundo alcalde bajo elecciones directas (se realizaron elecciones generales adelantadas en el 2000 debido a la aprobación de la Constitución de 1999) |
| 2000 - 2004 | Albidio Torres      |                            | 33,76      | Tercer alcalde bajo elecciones directas |
| 2004 - 2008 | Alidio Pérez        |                            | 34,23      | Cuarto alcalde bajo elecciones directas |
| 2008 - 2013 | Omar Contreras      |                            | 50,76      | Quinto alcalde bajo elecciones directas (se postergan 1 año las elecciones municipales pautadas para finales del 2012)                                 |
| 2013 - 2017 | Alidio Pérez        |                            | 50,69      | Sexto alcalde bajo elecciones directas |
| 2017 - 2021 | Omar Contreras      |                            | 62,81      | Séptimo alcalde bajo elecciones directas |
| 2021 - 2025 | Omar Contreras      |                            | 56,71      | Reelecto |

### Concejo municipal
Período 1989 - 1992
| Concejales:             | Partido político / Alianza |
| ----------------------- | -------------------------- |
| Alidio Pérez            | COPEI                      |
| Victor Contreras Molina | COPEI                      |
| Tercío Mora Pereira     | COPEI                      |
| Albidío Torres          | AD                         |
| Isaías Molina           | AD                         |

Período 1992 - 1995
| Concejales:         | Partido político / Alianza |
| ------------------- | -------------------------- |
| Tarcio Pereira      | COPEI                      |
| Alidio Pérez        | COPEI                      |
| Fausto Guerrero     | COPEI                      |
| Romel Lizandro Díaz | AD                         |
| Luis Roa            | AD                         |

Período 1995 - 2000
| Concejales:             | Partido político / Alianza |
| ----------------------- | -------------------------- |
| Andres Mora             | COPEI                      |
| Victor Contreras Molina | COPEI                      |
| Crisanto Hernández      | COPEI                      |
| Guillermo Méndez        | AD                         |
| Rigoberto Méndez        | CONVERGENCIA               |

Período 2000 - 2005
| Concejales:             | Partido político / Alianza |
| ----------------------- | -------------------------- |
| Ramona Duran            | AD                         |
| Belkis Rujano           | AD                         |
| Victor Contreras Molina | COPEI                      |
| Jairo Pereira           | PPT                        |
| Francisco Ramírez       | MVR                        |

Período 2005 - 2013
| Concejales:        | Partido político / Alianza |
| ------------------ | -------------------------- |
| Evangelista Méndez | MVR                        |
| Campo Elias Puerta | MVR                        |
| Luis Pérez         | MVR                        |
| Eufemiano Méndez   | PPT                        |
| Javier Molina      | COPEI                      |

Período 2013 - 2018:
| Concejales        | Partido político / Alianza |
| ----------------- | -------------------------- |
| Gleidy Medina     | PSUV                       |
| Rafael Sánchez    | PSUV                       |
| Walter Mora       | PSUV                       |
| Ali Ruiz          | MUD                        |
| Luz Marina Aranda | MUD                        |

Periodo 2018 - 2021
| Concejales      | Partido político / Alianza |
| --------------- | -------------------------- |
| Adrian Torres   | PSUV                       |
| Mauro Rujano    | PSUV                       |
| Yohana Chacón   | PSUV                       |
| Ender Contreras | PSUV                       |
| Malvi Molina    | PSUV                       |

Periodo 2021 - 2025
| Concejales      | Partido político / Alianza |
| --------------- | -------------------------- |
| Rosa Ramírez    | PSUV                       |
| Mauro Rujano    | PSUV                       |
| Victor Sánchez  | PSUV                       |
| Maria Belandria | PSUV                       |
| Yoly Pérez      | MUD                        |